# Lely Resort
Lely Resort statisztikai település az USA Florida államában, Collier megyében. Lakosainak száma 7619 fő (2020. április 1.).

## Népesség
A település népességének változása:

| 2010 | 4 646 |
| 2020 | 7 619 |